# Декаденца (дрег персона)
Декаденца (Београд, 1. мај 1991) је дрег персона српског глумца и графичког дизајнера Андреја Острошког. Њено име долази из мјузикла „Kабаре” и лика Сели Боулс која често понавља фразу „Divine decadence!”, али је уједно и суптилна посвета дрег перформеру Дивајну. Дрегом се бави од 2012. године.
Андреј се глумом бави од раног детињства. Прво појављивање у дрегу остварио је у мјузиклу Чикаго у оквиру позоришта Ле Студио. Први прави дрег наступ имао је на фестивалу „ДРАГрам” у Загребу, октобра 2014. у организацији колектива „Хаус оф фламинго” из Хрватске. Декаденца је у почетку била замишљена као средовечна кабаретска певачица из Вајмарске Немачке, да би касније њен уметнички изражај еволуирао кроз сарадњу са другим уметницима и уплив нових тема и мотива. Инспирацију за наступе најчешће проналази у старом Холивуду, бродвејским мјузиклима, али и у свим женама које познаје и среће. Сматра да дрег пружа прилику да буде истовремено и лагана забава и озбиљан политички перформанс, у зависности од умећа, намере и мотивације извођача. Декаденца је чланица уметничких колектива „Вирд систерс”, „Ефемерне конфесије” и „Драгославија”.
Kao Декаденца накратко се појављује у филму „Патуљци са насловних страна” из 2018. године. Исте године се појављује у Вајсовом документарцу под називом „Дрег уметност у Београду”. Шира публика је могла видети у серији Јутро ће променити све док изводи песму Бети Ђорђевић. Са уметничким колективом „Ефемерне конфесије” учествовала је у радио-драми „Ефемерне аудио-пињате” за Трећи програм Радио Београда. Са дрег перформерима, Маркизом де Садом и Зед Зелдић Зедом, покренула је онлајн, уметничко-активистички пројекат под називом „Квир респиратор”.